# Andrei Wladimirowitsch Burkowski

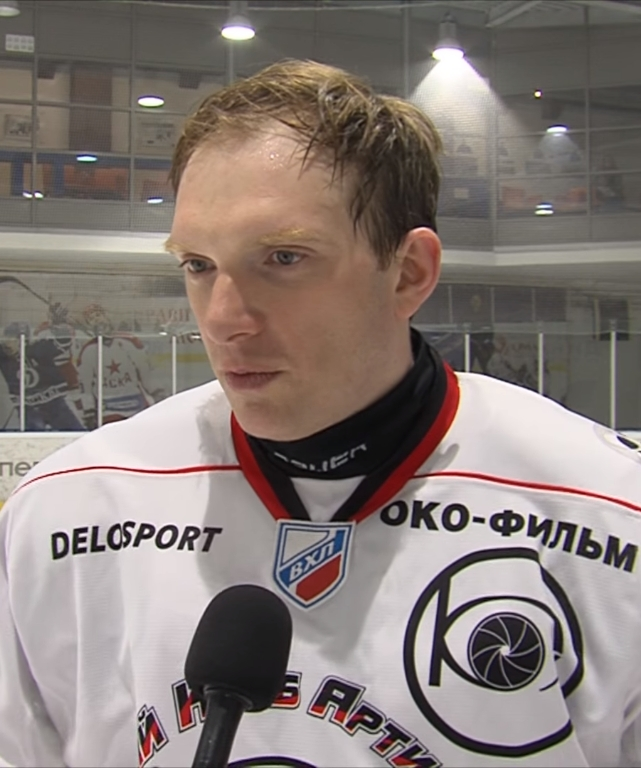
Andrei Wladimirowitsch Burkowski (2016)

Andrei Wladimirowitsch Burkowski (russisch Андрей Владимирович Бурковский, wiss. Transliteration Andrej Vladimirovič Burkovskij; * 14. November 1983 in Tomsk, Oblast Tomsk, RSFSR, Sowjetunion) ist ein russischer Schauspieler und Fernsehmoderator.

## Leben
Burkowski besuchte die Akademischen Lyzeum der Stadt Tomsk. Im Sommer 2000 trat er nach seinem Schulabschluss in das Rechtsinstitut der Staatlichen Universität Tomsk ein, wo er 2005 seinen Abschluss machte. Er begann durch Mitwirkungen in verschiedenen Fernsehserien mit dem Schauspiel. Seit März 2016 ist er Moderator der Sendung „Not Fact“ auf dem Fernsehsender Zvezda. 2017 übernahm er im Historienfilm Die letzten Krieger die Rolle des Rostislav.
Er ist seit 2008 verheiratet und Vater von zwei Kindern.

## Filmografie (Auswahl)
- 2009: Daesh molodezh (Даёшь молодёжь!) (Fernsehserie)
- 2012: Kukhnya (Кухня) (Fernsehserie)
- 2013: The Last of the Magikyans (Posledniy iz Magikyan/Последний из Магикян) (Fernsehserie)
- 2016: Betting on Love (Stavka na lyubov/Ставка на любовь)
- 2017: Adaptatsiya (Адаптация) (Fernsehserie, Episode 1x01)
- 2017: Mify (Мифы)
- 2017: Die letzten Krieger/Die Legende von Kolovrat (Legenda o Kolovrate/Легенда о Коловрате)
- 2017: Tannenbaume 6 (Yolki novye/Ёлки новые)
- 2018: KVN-ers (Kvnshchiki/Квнщики)
- 2018: Call DiCaprio! (Zvonite DiKaprio!/Звоните ДиКаприо!) (Mini-Serie, 8 Episoden)
- 2019: Die Schlacht um Sibirien (Tobol/Тобол)
- 2019: Der nüchterne Fahrer (Trezvyy voditel/Трезвый водитель)
- 2019: Revolution (Revolyutsiya/Революция) (Fernsehserie)
- 2020: Krasotka! (Красотка в ударе)
- 2020: Doctor Lisa (Doktor Liza/Доктор Лиза)
- 2020: Khoroshiy chelovek (Хороший человек) (Fernsehserie, 9 Episoden)
- 2020: Smertelniye illyuzii (Смертельные иллюзии)
- 2021: Passengers (Пассажиры) (Fernsehserie, Episode 1x05)
- seit 2021: An Hour Before the Dawn (Za chas do rassveta/За час до рассвета) (Fernsehserie)
- 2022: Tchaikovsky’s Wife (Жена Чайковского)